# 歐仁·馬西米連諾維奇
歐仁·馬西米連諾維奇（法語：Eugène Maximilianovitch，1847年2月8日—1901年8月31日），第五代洛伊希滕貝格公爵，馬克西米利安·德·博阿爾內與俄羅斯瑪麗亞女大公的次子。

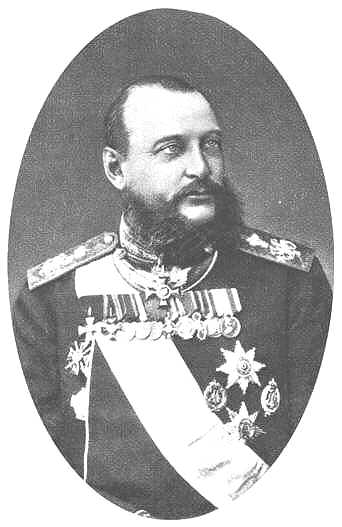

1869年，歐仁與達麗亞·康斯坦丁諾娃·奧波契尼納結婚，兩人的獨女達麗亞於隔年出生。